# فرودگاه شهری هنکاک
فرودگاه شهری هنکاک (به انگلیسی: Hancock County Airport) (به زبان بومی: Ron Lewis Field) یک فرودگاه همگانی است که یک باند فرود آسفالت دارد و طول باند آن ۱۲۱۹ متر است. این فرودگاه در شهر لویسپورت، کنتاکی کشور ایالات متحده آمریکا قرار دارد و در ارتفاع ۱۲۵ متری از سطح دریا واقع شده‌است.